# Mouvement MeToo en France
Pour un article plus général, voir Mouvement #MeToo.
Le mouvement #MeToo en France émerge en 2017, peu de temps après celui aux États-Unis, avec le hashtag #BalanceTonPorc de la journaliste Sandra Muller.
Le mouvement #MeToo se diffuse dans plusieurs milieux de la société française : armée, cinéma, hôpital, média, musique, politique, religion, sport, théatre… Des affaires sont fortement médiatisées notamment celles concernant  Tariq Ramadan, Patrick Poivre d’Arvor, Gérard Depardieu, Olivier Duhamel, Jean-Marc Morandini, Nicolas Hulot, Luc Besson, Norman Thavaud ou encore Damien Abad.

## Historique
Le hashtag #BalanceTonPorc est lancé en France en octobre 2017 par la journaliste Sandra Muller. Dans celui-ci, elle indique, : 

« #BalanceTonPorc !! toi aussi raconte en donnant le nom et les détails d'un harcèlement sexuel que tu as connu dans ton boulot. Je vous attends. »

Les plaintes pour violences sexuelles déposées auprès de la gendarmerie française augmentent de 30 % en octobre 2017. Afin de donner une visibilité au mouvement en dehors des réseaux sociaux, des manifestations sont organisées dans plusieurs villes de France le 29 octobre 2017, rassemblant jusqu'à 2 500 personnes à Paris. En France, les plaintes pour agressions sexuelles connaissent une progression de 31,5 % au quatrième trimestre 2017 (+18 % pour les viols) par rapport à la même période de 2016, cette hausse étant interprétée non comme une recrudescence de faits commis mais comme une moindre résignation à laisser les agressions sans suite,.
Parmi ces plaintes, Henda Ayari accuse, en octobre 2017, Tariq Ramadan de l'avoir violée et menacée. Celui-ci est mis en examen le 2 février 2018 ; l'affaire Tariq Ramadan commence.
À l'inverse, la forte augmentation – 10 000 sur les 39 000 enregistrées en France entre janvier et août 2018 – des plaintes de femmes pour coups et blessures volontaires, en premier lieu dans la sphère familiale, est attribuée à une « libération de la parole » rendue possible par l'effet #MeToo.
Il apparait aussi #JeSuisVictime, lancé le 29 février 2020, après la 45e cérémonie des César où Roman Polanski est désigné meilleur réalisateur malgré les accusations d’agression sexuelle exprimées par douze femmes à son encontre. Plusieurs #metoo apparaissent au fil des ans dans les milieux français comme #metooinceste, #metoopolitique, #metoogay ou encore #metootheatre.
En 5 ans (2017-2022), selon une étude de Visibrain, il est comptabilisé en France 870 200 tweets, soit seulement 2 % du total mondial. Cela s'explique par d’autres hashtags comme 490 000 tweets avec le mot-clé BalanceTonPorc et 74 200 avec #JeSuisVictime.
En mai 2024, le quotidien Le Monde publie une photo regroupant cent personnalités du mouvement #metoo afin de montrer que les violences sexuelles et sexistes concernent toutes les catégories de la population française. En paralèlle une pétition à l'initiative de la Fondation des femmes, de l’actrice Anna Mouglalis et de #MeTooMedia, signée par près de 150 personnes, demande une « loi intégrale » contre les violences sexuelles en France,.
Le ministre de la Justice, Didier Migaud déclare, en septembre 2024 à l’occasion du procès des viols de Mazan, être en faveur de l'ajout de la notion de consentement à la définition légale du viol,.

## Diffusion dans la société

### Armée
En 2024, pour la députée Laetitia Saint-Paul, ancienne officier de l'armée de terre ; « les chiffres sont complètement sous-évalués », en effet de nombreuses affaires d'agressions sexuelles ne parviennent pas à la cellule Thémis qui recueille les témoignages de victimes et engage des enquêtes. Le ministre des armées, Sébastien Lecornu, décide, en avril 2024, d'engager une mission d’inspection sur les violences sexuelles dans l’armée,.

### Cinéma
Vingt ans avant l'affaire Harvey Weinstein le producteur français Alain Sarde est impliqué en 1997 dans l'affaire Brumark-Bourgeois. En 2018, l’actrice Charlotte Arnould dépose une première plainte contre Gérard Depardieu puis en 2019, Adèle Haenel dénonce les agressions sexuelles du réalisateur Christophe Ruggia.
En décembre 2023, Emmanuelle Dancourt, présidente de MeTooMedia, voit dans la tribune N'effacez pas Gérard Depardieu, favorable à Gérard Depardieu, la négation de la souffrance des victimes alléguées. Les auteurs de cette tribune considèrent que les attaques contre le dernier « monstre sacré » du cinéma français relèvent d'une haine gratuite. Gérard Depardieu est également défendu par Emmanuel Macron. La tribune provoque 3 contre-tribunes signées par plusieurs centaines d'artistes. Pour Raphaëlle Bacqué et Samuel Blumenfeld, l'affaire Gérard Depardieu a « levé une chape de silence », d'autres actrices ont dénoncé des agressions à l'encontre de Benoit Jacquot et Jacques Doillon : « ils sont certes présumés innocents mais il reste que rien ne sera plus comme avant » .
Le 2 mai 2024, en présence de Judith Godrèche qui l'avait demandée, l’Assemblée nationale décide la création d’une commission d’enquête sur « les violences commises dans les secteurs du cinéma, de l’audiovisuel, du spectacle vivant, de la mode et de la publicité ». La rapporteuse de la commission est la députée Francesca Pasquini,,. À la suite de la dissolution de l’Assemblée nationale le 9 juin 2024, la commission disparait sans avoir terminé son travail. Ses travaux sont réactivés sous la nouvelle législature, et donnent lieu à un rapport qualifié d'accablant par la presse étrangère. Sandrine Rousseau, rapportrice, fait état du constat : « Les violences morales, sexistes et sexuelles dans le monde de la culture sont systémiques, endémiques et persistantes » tandis qu'Erwan Balanant, président de la commission, estime que le monde artistique est, comme le reste de la société, profondément sexiste et basé sur l’héritage d’une culture patriarcale, mais qu'il présente « des facteurs aggravants amplifiants ».

### Milieu médical
En 2021, une ancienne militante du Mouvement français pour le planning familial dénonce son agression sexuelle par Henri Fabre soixante ans auparavant. En 2024, le planning lance un appel à témoignages pour savoir si d'autres femmes auraient été ses victimes dans les années 1961 à 1975.
Débuté en avril 2024, le mouvement #MeToo Hôpital est une vague de témoignages et de mobilisations dénonçant les violences sexistes et sexuelles subies par les femmes au sein des hôpitaux et des universités de médecine en France,,,. Inspiré du mouvement #MeToo général, il prend de l'ampleur en mai 2024 à la suite des accusations d'agressions sexuelles et de harcèlement moral portées par la cheffe du service des maladies infectieuses de l'hôpital Saint-Antoine (Paris), Karine Lacombe, contre le médecin Patrick Pelloux.
De nombreuses études et enquêtes révèlent l'ampleur du problème : 78% des femmes médecins disent avoir été victimes de comportements sexistes. 30% d'entre elles déclarent avoir subi des gestes inappropriés à connotation sexuelle. 4 étudiants en santé sur 10 subissent du harcèlement sexuel à l'hôpital. 1 étudiante sur 5 est agressée sexuellement à l'université.
En mai 2024, le président du Conseil national de l'Ordre des médecins, François Arnault, estime que les violences sexuelles et sexistes dans le monde médical sont « trop peu sanctionnées ». L’Ordre va engager une enquête professionnelle sur les abus sexuels subis ou constatés.
L'ancienne ministre de la santé Agnès Buzyn témoigne à son tour début mai du harcèlement sexuel qu'elle a subi. Le mouvement #MeToo Hôpital vise à briser le silence qui entoure ces violences et à exiger des mesures concrètes pour les combattre. Les revendications portent notamment sur :
- La mise en place de cellules d'écoute et de signalement des violences sexistes et sexuelles dans tous les hôpitaux et universités de médecine.
- La formation du personnel à la lutte contre les violences sexistes et sexuelles.
- L'application systématique de sanctions contre les auteurs de violences.
- Un changement de culture au sein du milieu médical, pour que les victimes se sentent libres de parler et que les comportements sexistes et sexuels ne soient plus tolérés[39].

Fin mai, des manifestations et des rassemblements sont organisés en France pour dénoncer les violences sexistes et sexuelles à l'hôpital. Le 29 mai 2024, un rassemblement a notamment eu lieu devant le ministère de la Santé à l'appel du collectif Emma Auclert.
Le 31 mai, le gouvernement, par l'intermédiaire du ministère de la Santé annonce un plan pour répondre à ces revendications, qui s'appuie sur "quatre axes" :
- Améliorer les suites données aux signalements
- Former l'ensemble des professionnels
- Déployer un dispositif de prise en charge des victimes
- Promouvoir une plus grande transparence[40]

D'autre part, tous les personnels des hôpitaux et Ehpad publics devront suivre une formation obligatoire aux violences sexistes et sexuelles.
En septembre 2024, le Conseil national de l'Ordre des médecins (CNOM) engage une enquête auprès de tous les médecins et « docteurs juniors » sur les violences sexistes et sexuelles subies dans le cadre professionnel, les résultats seront communiqués à la fin de l’année.

### Média
En novembre 2021, huit femmes, qui dans l'affaire Patrick Poivre d'Arvor accusent le journaliste de viols, d'agressions ou de harcèlement sexuel constituent l'association #MeTooMedia. L'objectif est de déclencher un mouvement MeToo dans l'espace médiatique et soutenir la lutte « des femmes et des hommes qui souffrent silencieusement dans ce milieu médiatique ».

### Musique
En 2017, le retour médiatique de la rock star Bertrand Cantat pour son nouvel album suscite la controverse en raison de son passé de féminicide (qu'il avait déjà été condamné) et de violences conjugales. Son passé est remis en lumière dans le documentaire Le cas Cantat - de rock star à tueur en 2025. L'artiste est contraint d'arrêter la scène en 2018 en raison de l'affaire qui le concerne.
Le hashtag #BalanceTonRappeur, implique nombre de rappeurs, notamment Moha La Squale, Roméo Elvis, Retro x et Jorrdee,,. Ainsi, Moha La Squale, après avoir fui à l'étranger, est incarcéré à Paris en février 2024.
Le Centre national de la musique (CNM) adopte, en 2021, un nouveau protocole qui pour « Former les directions et les équipes d'encadrement sur le sujet des violences sexuelles et sexistes, faire de l'information sur la prévention des risques dans leur entreprise, mettre en place un dispositif interne de signalement et de traitement des signalements ». Les entreprises qui demandent des  aux aides du CNM doivent s'y soumettre pour les obtenir.
En 2021, la chanteuse Pomme profite de son prix artiste féminine de l'année aux 36e cérémonie des Victoires de la musique, pour interpeller le monde musical sur les violences sexistes et sexuelles. Karine Huet, secrétaire générale adjointe du Syndicat national des artistes musiciens et musiciennes, se félicite de cette parole mais note : « la précarité des métiers de musiciennes n'aident pas à avoir une parole, par exemple il n'y a seulement que 10% de femmes dans le milieu du jazz. ».
Le festival Hellfest est régulièrement critiqué pour les violences sexistes et sexuelles qui l'entourent et sa légèreté dans leur traitement,.
En 2024, une étude effectuée par les sociologues Marie Buscatto et Ionela Roharik et la chanteuse lyrique Soline Helbert (pseudonyme) sur les agissements sexistes et sexuels au sein de la musique classique est publiée. 75 % des personnes signale des abus « récurrents », seuls 18 % affirment les avoir dénoncés au sein de leur structure et seulement 6 % auprès d’une autorité extérieure.

### Politique
À la suite d'un « #MeToo politique fin 2021 », de nombreuses femmes travaillant dans le milieu politique et universitaire rédigent une tribune dans Le Monde invitant à « écarter les auteurs de violences sexuelles et sexistes » de la vie politique.
Plusieurs femmes autrices de cette tribune — notamment Fiona Texeire, Mathilde Viot et Alice Coffin — cofondent en février 2022 l'« Observatoire des violences sexistes et sexuelles en politique », une association loi de 1901 visant à « recenser, documenter et soutenir les femmes victimes » d’agissements sexistes et d’agressions de la part de personnalités politiques.
En mai 2022, l'observatoire reçoit une lettre d'une femme témoignant « de faits de viol concernant Damien Abad », qui est transmise aux instances dirigeantes des Républicains et de La République en marche, ainsi qu'au procureur de la République.

### Religions
En octobre 2017, quand Henda Ayari découvre le #balancetonporc, elle décide de dénoncer son « porc »  l'islamologue Tariq Ramadan. C'est ainsi que débute l'affaire Tariq Ramadan.
Pour l'Église catholique, le mouvement #MeToo accentue la libération de la parole. En France, la religieuse Véronique Margron, présidente de la conférence des religieux et religieuses de France, appelle à briser l'omertà qui perdure encore.
En 2023, les journalistes Lila Berdugo et Salomé Parent-Rachdi produisent le podcast Tu ne te tairas point révèlant les agressions sexuelles de trois rabbins dans la communauté juive orthodoxe française.

### Sport
Le mouvement #MeToo dans le sport commence avec le témoignage de la patineuse Sarah Abitbol en 2020, violée à 15 ans par son entraîneur Gilles Beyer. Il s"ensuit de nombreuses dénonciations dans la pluspart des disciplines sportives. En 2021, le ministère des sports dénombre 655 personnes mises en cause et 89 % des affaires concernent des faits de nature sexuelle.

### Théatre
En 2021, le mouvement #MeTooThéâtre débute après les accusations d'abus sexuel et de viol concernant Michel Didym,,. Un ouvrage, #MetooThéâtre, est publié en juin 2022 avec une vingtaine de textes d’autrices, de metteuses en scène et d’actrices coordonné par Séphora Haymann et Louise Brzezowska-Dudek. En 2023 et 2024 Luc Rosello, directeur du Centre dramatique national de l’océan Indien est visé par une plainte pour agression sexuelle. En 2024, le dramaturge Pierre Notte est mis en examen pour viol sur un ancien élève. A partir de 2024, Philippe Caubère, figure importante du théâtre français, est mis en examen pour agressions sexuelles, viols et corruption de mineures,.

### Youtube
Plusieurs youtubers sont dénoncés pour leurs comportements vis-à-vis des femmes. Les plus médiatisés étant Norman Thavaud et Léo Grasset. Depuis 2018, dans le sillage du hashtag #BalanceTonYoutubeur, plusieurs témoignages accusent Norman Thavaud de harcèlement sexuel,, de viol et de corruption de mineur. En décembre 2022, YouTube cesse de diffuser des publicités sur sa chaîne, devenue inactive depuis, tandis que Webedia suspend sa collaboration avec le vidéaste. En 2023, le parquet de Paris, après avoir ouvert une enquête, classe l'affaire sans suite. Les avocats des plaignantes déposent une plainte avec constitution de partie civile. Le 11 août 2024, Norman publie une vidéo sur YouTube où il s'exprime publiquement pour la première fois sur les faits qui lui sont reprochés et sur sa situation depuis sa garde à vue de décembre 2022. Il déclare notamment « Je ne suis plus présumé innocent. Je suis innocent" ». Marlène Thomas, dans Libération, précise cependant : «Un classement sans suite ne signifie pas que les faits n’ont pas eu lieu, que l’accusé est innocent, mais que, par manque de preuves, le procureur décide de ne pas poursuivre ». Manon Lozano, dans Midi Libre, argumente dans le même sens et cite ainsi une note de l’Institut des politiques publiques du 3 avril 2024 qui explique ainsi que le taux de classement sans suite est de 86 % dans les affaires de violences sexuelles, et de 94 % pour les viols. Le plus souvent car les infractions sont « insuffisamment caractérisées ».

### Enseignement catholique
En 2025, à la suite de l'affaire Bétharram, des centaines de victimes, anciens élèves d’établissements privés catholique sous contrat avec l'État, s'expriment et dénoncent les violences physiques et sexuelles subient,. Une Commission d'enquête parlementaire sur les modalités du contrôle par l’État et de la prévention des violences dans les établissements scolaires est constituée à la suite de l'absence d'inspection générale de l'institution Notre-Dame de Bétharram.
Le 17 mars 2025, la ministre de l'Éducation nationale, Élisabeth Borne, reconnaît le faible niveau de contrôles au sein des établissements privés. Elle annonce un plan « Brisons le silence, agissons ensemble ».

### Police
En juin 2025, Disclose publie, en partenariat avec France 2 et Libération, une enquête « #MeTooPolice », qui révèle l’ampleur des violences sexuelles commises au sein des forces de l’ordre françaises entre 2012 et 2025. Selon cette enquête, 215 policiers et gendarmes — tous grades confondus — ont été mis en cause pour des faits allant du harcèlement sexuel au viol, impliquant 429 victimes recensées dans 130 villes, majoritairement des femmes, mais aussi des hommes et des mineurs. Les victimes sont principalement des collègues, mais aussi des personnes interpellées ou venues déposer plainte. L’enquête met en lumière des pratiques abusives, l’utilisation de fichiers internes pour cibler les victimes, ainsi qu’un « esprit de corps » favorisant l’omerta et limitant la remontée des signalements. Cette publication, suscité des réactions des autorités, qui affirment avoir engagé des procédures disciplinaires et judiciaires contre les agents concernés,,,.

## Perceptions du mouvement #MeToo par les Français
En mars 2024, l’Ifop publie une enquête pour évaluer l’état de l’opinion publique sur le mouvement #MeToo en France,.
- 79% des Français indiquent avoir de l’empathie pour les femmes qui dénoncent les violences sexuelles infligées par les hommes de pouvoir.
- Deux tiers des sondés considèrent la prise en charge des agressions sexuelles par la justice française comme insatisfaisante.
- Des relations sexuelles entre un homme de plus de 40 ans et une jeune fille mineure choquent 89 % des Français.
- Dans le cadre de l'affaire Gérard Depardieu, 70% des Français contestent les propos d'Emmanuel Macron qui considère que l'acteur rendrait « fière la France » et 90 % des gens rejettent le fait que son talent excuserait son comportement.